# Saldinia longistipulata
Saldinia longistipulata är en måreväxtart som beskrevs av Cornelis Eliza Bertus Bremekamp. Saldinia longistipulata ingår i släktet Saldinia och familjen måreväxter. Inga underarter finns listade i Catalogue of Life.